# Acrosynanthus minor
Acrosynanthus minor är en måreväxtart som beskrevs av Ignatz Urban. Acrosynanthus minor ingår i släktet Acrosynanthus och familjen måreväxter. Inga underarter finns listade i Catalogue of Life.